# L. Ron Hubbard
Lafayette Ronald Hubbard, bolj znan kot L. Ron Hubbard, ameriški pisatelj in mornariški častnik, * 13. marec 1911, Tilden, Nebraska, ZDA, † 24. januar 1986, San Luis Obispo, Kalifornija, ZDA.
Hubbard je tvorec dianetike in scientologije ter ustanovitelj Scientološke cerkve. Bil je zelo sporna javna osebnost. Veliko podrobnosti iz njegovega življenja je negotovih. Znan je tudi po svojih znanstvenofantastičnih romanih.